# Chastise hadművelet
A Chastise hadművelet során a Brit Királyi Légierő 617. repülőszázada német gátak ellen intézett támadást egy erre a célra kifejlesztett bombával, 1943. május 17-én.

## Háttér
A brit Légügyi Minisztérium már a háború előtt is stratégiai célpontként tartotta számon a német iparvidékeket, s ezeken belül a gátakat, amiknek az elektromos áram termelésében és a hajózási csatornák vízzel való ellátásában is fontos szerepe volt. Az ellenük intézett leghatásosabb támadásnak a nagy méretű bombákkal végzett ismételt csapások látszottak, ezeket azonban a Királyi Légierőben (Royal Air Force, RAF) rendszeresített bombázókkal nem lehetett volna megfelelő pontossággal végrehajtani.

## A terv
Barnes Wallis mérnök, a Vickers cég repülőgéptervezője a háború kezdetétől a stratégiai bombázások fontosságát hangsúlyozta. Megjegyzések a tengelyhatalmak elleni támadás módszereihez című írásában az energiatermelés megbénítását olyan csapásnak írta le, ami akár a háború feladására is kényszerítheti az ellenséget. Első terve az ún. földrengésbomba volt, amely felrobbanása előtt a földbe fúródik (vagy a vízbe esik), és a levegőnél nehezebben összenyomható közegben a lökéshullámai tovább terjednek, pontatlan találat esetén is nagyobb pusztítást okozva, mint a hagyományos bombák. A földrengésbombának a hang sebességével kellett elérnie a felszínt, ehhez pedig igen nagy tömegűnek kellett lennie: Wallis első bombája a Tallboy 6 tonnás volt, újabb változata, a Grand Slam pedig 10. A RAF akkoriban nem rendelkezett ilyen nagy teher szállítására alkalmas bombázóval, ezért Wallis a bombákhoz egy repülőgép tervét is benyújtotta (Victory Bomber, Győzelem Bombázó), ennek kivitelezése azonban túl sok pénzt és munkát emésztett volna fel, így a minisztérium nem engedélyezte a megépítését. (Később sem készült el, a földrengésbombákat azonban 1944-45-ben számos alkalommal használták.)

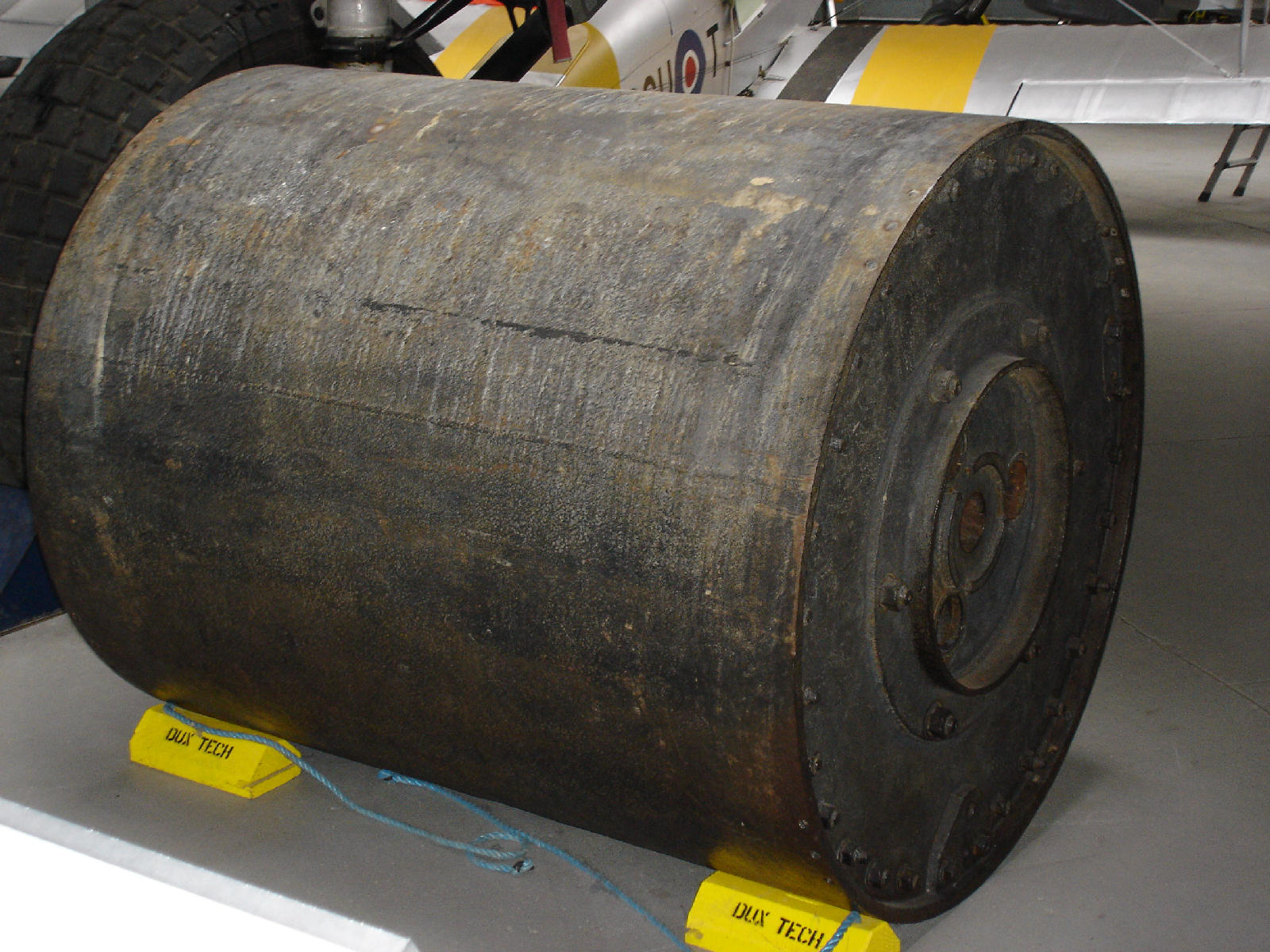
Egy eredeti Upkeep ugráló bomba a duxfordi Birodalmi Háborús Múzeumban

1942-ben Gömbbomba – Felszíni torpedó című írásában vázolta fel az ún. ugráló bomba ötletét. Egy gátat elvileg a tározó vizébe dobott torpedóval fel lehet robbantani, a német gátakat azonban torpedóelfogó hálók védték. Wallis szerint, ha egy hordó alakú bombát egy elég alacsonyan és elég gyorsan repülő gépről dobnak le, az a víz felszínére esve tovább pattan, majd egyre rövidülő ugrásokkal egészen a gátig jut. A gátról ugyan visszapattan, ám ha a ledobás közben nagy sebességű (több mint 500 f/p) forgó mozgásba hozzák a haladási irányával ellentétesen, süllyedés közben ismét a gát felé fog tartani. Amikor a mélybe süllyedt bomba felrobban, a felszabaduló gázok a víztömeg nyomása miatt a kisebb ellenállás irányába, vagyis a gát felé összpontosulnak, a bomba teljes pusztító ereje a gátfalnak feszül.
Számos megbeszélés és kísérlet után az Upkeep fedőnevű bomba tervét 1943. február 26-án elfogadták. A támadás időpontját májusra tűzték ki, amikor az áradások miatt a tározók vízszintje a legmagasabb.

## A felkészülés
A hadművelet levezénylésével megbízott RAF 5. (bombázó) csoport új századot állított fel a Sheffieldtől keletre lévő scamptoni bázison, 21 bombázószemélyzettel. Az eleinte csak X századnak nevezett egység (később a 617-es számot kapta) vezetésével a 170 bevetést a háta mögött tudó, huszonöt éves Guy Gibson alezredest (Wing Commander) bízták meg.
A bombázók átalakított Avro Lancaster Mk III típusú gépek voltak. Tömegük csökkentése érdekében a páncélzat nagy részét eltávolították, valamint leszerelték a középső-felső lőtornyot. A bomba szokatlan alakja miatt a bombarekesz ajtaját eltávolították, a felfüggesztett bomba részben a gép hasa alá lógott.
A nappal végzett repülési gyakorlatokon az éjszakai körülményeket az ablakokra helyezett sötétüveggel és sötét pilótaszemüveggel szimulálták – ha a pilóta elbizonytalanodott, csak le kellett vennie a szemüvegét. (Éjszakai gyakorlatokkal nem akarták feleslegesen kockáztatni a katonák életét.) A helyszínek között volt a Eyebrook-tározó Leicestershire és Rutland megyékben, a Derwent-tározó Derbyshire-ben és a Fleet-lagúna a dorseti Chesil-parton.
A bombákat nagyon pontos távolságban kellett kioldani. Ennek meghatározását a két fő célpont, a Möhne- és az Eder-gátnál az építményeken álló tornyok segítették. Mivel a köztük lévő távolság ismert volt, olyan egyenlő szárú háromszög alakú célzóberendezést lehetett készíteni, aminek alapja akkora volt, amekkorának a tornyok közötti távolság látszott abban a pillanatban, amikor a gép a megfelelő távolságra volt a gáttól. Szintén problémát jelentett a magasság megállapítása (a légnyomás mérésén alapuló berendezések nem voltak elég pontosak) – ezt a gép orra és törzse alá szerelt fényszórókkal oldották meg, úgy döntve meg őket, hogy a helyes magasságon a fényköreik fedjék egymást.
A bombák végső tesztje április 29-én volt, a bázisra május 13-án érkeztek meg. A pilóták, navigátorok és bombakezelők május 15-én értesültek a célpontokról, a többiek a következő napon.

## A támadás

### A bombázók felosztása
A Lancaster bombázókat három csoportra osztották. Az 1. alakulat feladata a Möhne-gát, majd bombával még rendelkező tagjai számára az Eder-gát támadása volt. A 2. alakulatnak a Sorpe-gátat kellett elpusztítania. A 3. csoport mozgó tartalékként szolgált, két órával később indult, és – a helyzettől függően – a fő célpontokat támadta volna vagy kisebb gátakat (Schwelm, Ennepe és Diemel).
Az 1. alakulat kilenc gépe három csapatra oszlott: Gibson, Hopgood, Martin; Young, Astell, Maltby; és Maudslay, Knight, Shannon. A 2. alakulat öt gépből állt: McCarthy, Byers, Barlow, Rice és Munro. A 3. alakulat Anderson, Townsend, Brown, Ottley és Burpee gépeit tartalmazta. Két egység betegség miatt nem indulhatott el a bevetésre.
A műveletet a RAF 5. csoportjának főhadiszállásáról irányították, a Lincolnshire megyei Granthamből. A morzekódban zajló kommunikáció egyezményes jelei a következők voltak: goner – a bomba ledobva, nigger – a Möhne-gát megrepedt és dinghy – az Eder-gát megrepedt. A Nigger Gibson fekete labrador retriever kutyájának neve volt, amely a támadás napjának reggelén pusztult el, miután elgázolták. A dinghy (gumicsónak) Gibson barátjának, az A-Apple hívójelű gépet vezető Youngnak volt a beceneve, mivel több bevetésén is a vízre kellett letennie a gépét. A goner azt jelenti, hogy valaki vagy valami halott vagy tönkrement.

### Az út a célpontokig
A repülők két útvonalat követtek, melyek elkerülték a légvédelmi eszközökkel erősen védett pontokat.
Az 1. alakulat Walcheren és Schouwen között ért a kontinens fölé, az eindhoveni és a Gilze-Rijen-i bázisok megkerülésével repült át Hollandia felett, kikerülte a Ruhr-vidék védelmi vonalait, majd még északabbra fordulva Hamm városát is, s ezután fordult déli irányba a Möhne folyó felé. A 2. alakulat Vlieland szigete fölött ért Hollandiába, ahonnan délkeleti irányban haladt az IJssel-tó felett, majd a Duisburgtól északnyugatra lévő Weseltől az első csoport útját követte, de a Möhne-gáttól délebbre lévő Sorpe-gátig repült.
Mivel a 2. alakulat útvonala valamivel hosszabb volt, az ő gépeik indultak korábban, május 16-án 21 óra 10 perckor. McCarthy egységének a hidraulika meghibásodása miatt át kellett szállnia egy tartalékgépbe, ami 20 perc késést jelentett. Az 1. alakulat 21 óra 25 perckor indult.
A század első veszteségeit a holland partoknál szenvedte. Munro gépén a légvédelmi találatok miatt a rádió működésképtelenné vált, az IJssel-tó felett vissza kellett fordulnia; Rice túl alacsonyan repült, a bombája a tengervízbe ért, és leszakadt, így ő is visszafordult. Barlow és Byers gépeit Texel szigete felett lelőtték, és a Watt-tengerbe zuhantak. A 2. alakulatból csak a később indult McCarthy-egység jutott túl Hollandián. Az 1. alakulatból Astell gépe Roosendaal közelében elektromos vezetéknek ütközött.
Utóbbi baleset azért következhetett be, mert a gépek a radarokat kikerülendő alig több mint 30 méteres magasságban repültek. George Chalmers, az Orange hívójelű gép rádiósa a törzs tetején lévő üvegkupolán (astrodome) keresztül látta, hogy a célponthoz közeledve pilótája a fák koronájának magasságában repül, egy fasort használva fedezékként. (Ugyanezen gép visszaútján a német légvédelem lövedékei közül néhány a tenger felszínét találta el, és onnan a gép fölé pattantak – hasonlóan a britek által ledobott bombákhoz.).

### A Möhne-gát
Az Möhne-tó fölé érve az 1. alakulatból Gibson, majd Hopgood repült rá a célpontra. Előbbi bombája a gát előtt robbant, utóbbit találat érte, nem tudott felemelkedni, és saját bombájának robbanása végzett vele. Martin támadása közben Gibson a gát felett repült át, hogy megossza a német tüzérek figyelmét. Martin gépét eltalálták, de sikerült befejeznie a támadást, igaz, a bombája nem okozott kárt. Az utána következő Young egysége kisebb repedést okozott a gáton, amit Martin egységének sikerült tovább növelnie – a gát átszakadt. Young, Shannon, Maudslay és Knight elindultak az Eder-gáthoz, Gibson vezetésével.

### Az Eder-gát

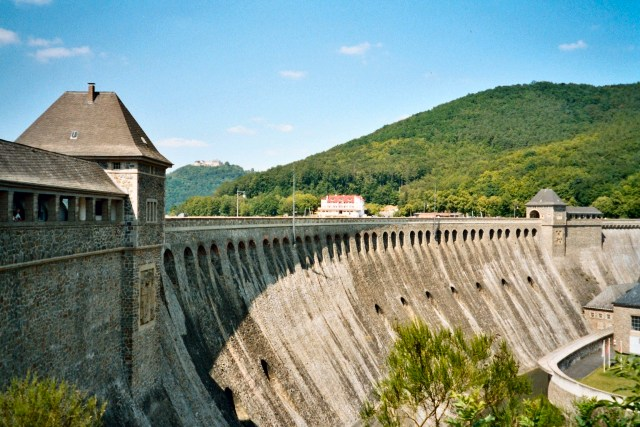
Az Eder-gát napjainkban. A bal oldalon a zsilipkapuk hiányoznak – a támadás utáni újjáépítés során elhagyták őket.

Az Eder-gátnál a támadóknak légvédelemmel nem kellett számolniuk, a völgyet azonban sűrű köd ülte meg, és a gáthoz közeli hegyek is nehezítették a rárepülést. Shannon hatszor járt sikertelenül; míg pihenőt tartott, Maudslay próbálkozott, de bombája megakadt a gátban, és a robbanás megrongálta a gépet. Shannon végül eltalálta a gátat, de nem okozott kárt. Az alakulatnak egy bombája maradt, Knight gépén – ezt sikerült pontosan ledobni, és átszakítani vele a gátat.

### A Sorpe- és az Ennepe-gát
A 2. alakulatból egyedül McCarthy ért el a Sorpe-gátig, amely a többi, betonból készült építménnyel ellentétben vastag földgát volt, s így a legnehezebben átszakítható. A köd és a hegyek ellenére McCarthy-nak sikerült megközelítenie, de a ledobott bomba nem okozott kárt. A főhadiszállás a tartalék alakulat három gépét a Sorpe-gáthoz irányította: Burpee egységét Hollandia felett lelőtték. Brownéknak a növekvő ködben is sikerült eltalálniuk a célt, de az ő bombájuk sem okozott kárt. Az utolsóként érkező Anderson az egyre rosszabb látási viszonyok miatt meg sem kísérelhette a támadást. A két másik tartalékgépet a másodlagos célpontokhoz küldték – Ottleyt német terület felett lelőtték, Townsend ledobta a bombáját az Ennepe-gátra, de azon nem keletkezett repedés.

### A Bever-gát elleni lehetséges támadás
Elképzelhető, hogy Townsend egysége az Ennepe-gát helyett a Bever-gát ellen intézett támadást. Útközben Townsend jelezte, hogy a köd miatt nem találja a célpontját, és a bevetés után készített jelentésében megjegyezte, hogy az Ennepe-gát térképe hibás volt. A Bever az Ennepétől 8 km-re délnyugatra található és az általa felduzzasztott tó hasonlóan néz ki – ugyanakkor a Bever tározójának déli, az Ennepe pedig az északi végében helyezkedik el. A német haditengerészet háborús naplója szerint a Bever-gátat a Sorpe-gáttal egy időben támadás érte. A wupperverbandi hatóságok egy robbanószerkezet maradványait találták a helyszínen. Paul Keiser, egy eltávozáson lévő 19 éves katona szintén jelentett egy repülőgépet, amely többször megközelítette a gátat, végül bombát dobott a vízbe, ami felrobbant. A The Dambusters Raid szerzője, John Sweetman szerint Townsend leírása a ködön és a vízen tükröződő holdról inkább származhat egy a Bever-gát felé haladó megfigyelőtől. Ugyanő azt is kiemeli, hogy az ennepe-wasserverbandi hatóságok határozottan állítják, hogy az egész háború alatt csupán egyetlen bombát dobtak le az Ennepe folyó környékén, ami a gát melletti erdőbe esett, nem pedig a vízbe, amint Townsend jelentésében szerepel. Townsend legénységének tagjai egymástól függetlenül arról számoltak be, hogy láttak egy uradalmi házat, és hogy a gát földből készült megerősített töltés volt – mindez szintén a Beverre utal. A Townsend jelentésében lévő adat a támadás irányáról (355 fokszög) az egyetlen adat, ami egyértelműen az Ennepe-gát mellett szól.

### A visszaút
A visszaúton a holland partoknál Young gépét is lelőtték, a tengerbe zuhant.

## A hadműveletben részt vevő bombázók
| Hívójel          | Parancsnok, beosztása                 | Célpont     | Visszatért-e? | Megjegyzés |
| Első hullám      | Első hullám                           | Első hullám | Első hullám   | Első hullám |
| ---------------- | ------------------------------------- | ----------- | ------------- | --- |
| G George         | Guy Gibson ezredparancsnok            | Möhne-gát   | Igen          | A támadás vezetője. A bomba a gát előtt robbant fel. Később a légvédelem figyelmét terelte el más egységekről.       |
| M Mother         | Hopgood repülő hadnagy                | Möhne-gát   | Nem           | Légvédelmi találat érte az odaúton. A bomba túlugrott a gáton. A célpont felett lelőtték.                            |
| P Peter (Popsie) | Harold Brownlow Martin repülő hadnagy | Möhne-gát   | Igen          | A bomba célt tévesztett.                                                                                             |
| A Apple          | Young századparancsnok                | Möhne-gát   | Nem           | A bomba elérte a gátat és kisebb repedést okozott. A holland part felett lőtték le a visszaúton.                     |
| J Johnny         | Maltby repülő hadnagy                 | Möhne-gát   | Igen          | A bomba elérte a gátat és nagy repedést okozott.                                                                     |
| L Leather        | David Shannon repülő hadnagy          | Eder-gát    | Igen          | A bomba elérte a gátat, de nem okozott kárt.                                                                         |
| Z Zebra          | Henry Maudslay századparancsnok       | Eder-gát    | Nem           | A bomba túlment a gáton és megrongálta a repülőgépet. Németország felett lőtték le a visszaúton.                     |
| N Nancy (Nan)    | Les Knight repülőtiszt                | Eder-gát    | Igen          | A bomba elérte a gátat és nagy repedést okozott.                                                                     |
| B Baker          | William Astell repülő hadnagy         | N/A         | Nem           | Az odaúton elektromos vezetékeknek ütközve lezuhant.                                                                 |
| Második hullám   |                                       |             |               | |
| T Tommy          | Joe McCarthy repülő hadnagy           | Sorpe-gát   | Igen          | A bomba elérte a gátat, de nem okozott kárt.                                                                         |
| E Easy           | Barlow repülő hadnagy                 | N/A         | Nem           | Az odaúton elektromos vezetékeknek ütközve lezuhant.                                                                 |
| K King           | Byers repülőtiszt                     | N/A         | Nem           | Az odaúton a holland partok felett lelőtték.                                                                         |
| H Harry          | Geoff Rice repülőtiszt                | N/A         | Igen          | Az odaúton elvesztette a bombáját, amikor a gép a tenger felszínét súrolta. Célpontja megtámadása nélkül visszatért. |
| W Willie         | Les Munro repülő hadnagy              | N/A         | Igen          | A holland part felett légvédelmi találat érte. Célpontja megtámadása nélkül visszatért.                              |
| Harmadik hullám  |                                       |             |               | |
| Y York           | Anderson repülő őrmester              | Lister-gát  | Igen          | A köd miatt nem találta a célpontját. Éles bombával tért vissza Scamptonba.                                          |
| F Freddy         | Brown repülő őrmester                 | Sorpe-gát   | Igen          | A bomba elérte a gátat, de nem okozott kárt.                                                                         |
| O Orange         | Townsend repülő őrmester              | Ennepe-gát  | Igen          | A bomba elérte a gátat, de nem okozott kárt.                                                                         |
| S Sugar          | Burpee repülőtiszt                    | N/A         | Nem           | Az odaúton Hollandia felett lelőtték.                                                                                |
| C Charlie        | Ottley repülőtiszt                    | N/A         | Nem           | Az odaúton Németország felett lelőtték.                                                                              |

## A károk felderítése
A Bombázó Parancsnokság az 542. századot utasította a támadás által okozott károk felderítésére. A Frank „Jerry” Fray (Flying Officer) által vezetett Spitfire 7 óra 30 perckor szállt fel a bensoni bázisról és napfelkeltére ért a Ruhr-vidék fölé, majd sikeresen fényképezte le az átszakadt gátakat és az árvízzel elöntött területeket. A pilóta így emlékszik vissza:
Úgy 150 mérföldre [kb. 240 km] voltam a Möhne-gáttól, amikor megláttam a Ruhr-vidék ipari létesítményei által okozott párát és keletre valamit, amit felhőnek véltem. Közelebb repülve láttam, hogy a felhőnek tűnő jelenség az árvizen megcsillanó napfény.

Lenéztem a mély völgybe, ami három nappal ezelőtt [egy korábbi felderítő úton] olyan békésnek tűnt, most széles ár hömpölygött benne.

Az egész folyóvölgy el volt árasztva, csak magasabban fekvő helyek foltjai látszottak, facsúcsok, templomtornyok nyúltak ki a vízből. Az ár kiterjedése lenyűgözött.

## A támadás után
A 133 katonából 53-an vesztették életüket, hármuk pedig hadifogságba esett – ez majdnem 40%-os veszteség. A hazatérők közül harminchárman kaptak kitüntetést június 22-én a Buckingham Palotában: öten a Distinguished Service Order (Kiváló Szolgálatért Rend), tizen a Distinguished Flying Cross (Kiváló Repülős Kereszt) négy sávval, tizenketten a Distinguished Flying Medal (Kiváló Repülős Érem) és ketten a Conspicuous Gallantry Medal (Kitűnő Bátorság Érem) nevű elismeréseket vehették át, Gibsont pedig Viktória Kereszttel jutalmazták.
A 617. század különleges egységként tovább működött (1944-ben Wallis földrengésbombáit is használták a Tirpitz német csatahajó ellen), és ma is fennáll.

## A hadművelet hatása
A Möhne- és a Sorpe-tóból kb. 330 millió tonna víz áradt ki a Ruhr-vidék nyugati felére, mintegy 80 km-es sugarú körben. Házak, gyárak, hidak, utak és vasutak pusztultak el, bányák teltek fel vízzel. A Fulda folyó mentén (ebbe ömlik az Eder) több faluban és szántóföldben keletkezett kár. A halálos áldozatok száma legalább 1650-re tehető: az Eder völgyében 70, a Möhne és a Ruhr folyók mentén 1579 holttestet találtak, ebből 1026 külföldi (nagyrészt szovjet) hadifogoly és munkaszolgálatos volt. A legsúlyosabb emberveszteséget a Möhne és a Ruhr találkozásánál fekvő Neheim városa (ma Neheim-Hüsten része) szenvedte, ahol 800-an haltak meg, köztük legalább 526 munkaszolgálatos nő a Szovjetunióból.
Bár Barnes Wallis azt írta, „Németország olyan csapást szenvedett, amiből évekig nem tud majd felállni”, a Chastise hadművelet taktikai szempontból nem volt igazán sikeres. Jóllehet a gátakon naponta átfolyó egy tonnányi víztömeg a támadás után a negyedére esett, a németek egy újonnan tervezett szivattyúrendszer segítségével június 27-ére visszaállították a korábbi állapotot. A legnagyobb és legváratlanabb kár az élelmiszer termelést érte, a Ruhr völgyének termékeny földjei víz alá kerültek, és az állatállomány megtizedelődött.
Albert Speer Hitler bizalmasa voltam című könyvében azt írja, hogy a szövetségesek komoly lehetőségről mondtak le azzal, hogy az első félsiker után nem vezettek további támadásokat a régióban.
Mint sok más brit légitámadás, a Chastise egyik célja is az volt, hogy német csapatokat vonjon el a frontokról (a legnagyobb, ezzel a szándékkal végzett bombázás az 1943-44 telén zajló berlini volt). 1943 májusában ez főként a Luftwaffe és légvédelmi eszközök visszatartását jelentette a keleti fronttól.
A támadással Nagy-Britannia arról akarta meggyőzni a szovjeteket és az amerikaiakat, hogy képes valódi katonai szövetségesként fellépni, illetve hogy a Sztálin által sürgetett második európai front megnyitásáig is minden lehetséges módon támadja a németeket. A megrongált gátakról készült képek nagy hatással voltak a szövetségesek moráljára, s különösen a német bombázások állandó veszélyében élő brit lakosságéra.
Az ugráló bomba sikeres alkalmazása után Barnes Wallis földrengésbomba-tervét is elfogadták. 1944-45 folyamán hajógyárak, tengeralattjáró-dokkok, V-3 ágyúk, alagutak és más célpontok ellen vetették be őket.

## A nemzetközi jog változásai
Az Első Genfi Egyezmény (1977) megtiltotta a gátak, védőgátak és atomerőművek elleni támadást, „amennyiben az veszélyes erőket szabadítana fel, és súlyos veszteségekkel járna a civil lakosság körében”. Kivételt csak abban az esetben lehet tenni, ha a létesítményeket „megszokott működésüktől eltérően használják rendszeres, jelentős és közvetlen támogatást nyújtva katonai műveletekhez, s ha ennek megszüntetésére az egyetlen lehetséges megoldás a támadás”.
Az Egyesült Királyság 1998-ban ratifikálta az egyezményt, de az 56. cikkelyhez a következő kitételt fűzte:
Az Egyesült Királyság nem garantálhatja olyan létesítmények feltétel nélküli sérthetetlenségét, amelyek hozzájárulnak a szembenálló Fél háborús erőfeszítéseihez, sem az ezen létesítmények védelmében résztvevőkét, de a rendelkezésre álló adatok alapján (beleértve a létesítményen feltüntetett jelzéseket) kellő körültekintéssel fog eljárni minden katonai művelete során, amelyet az 56. cikkely (1) bekezdésében felsorolt létesítményekben vagy ezek közelében folytat, hogy elkerülje a súlyos veszteségeket a civil lakosság körében; és ilyen létesítmények elleni támadást kizárólag magasabb szintekről kapott megerősítés után indít.

## A hadművelet emlékezete
- A Chastise hadműveletről 1954-ben The Dam Busters címmel készítettek filmet. A támadás jelenetei (valamint a 633. század című film hasonló jelenetei) ihlették a Halálcsillag elleni támadást a Csillagok háborúja IV. részében. A Pink Floyd: A fal című film szereplője, Pink a Dam Busters egy részletét nézi a tévében.
- Peter Jacksont már a kilencvenes évek közepétől foglalkoztatta a film remake-jének elkészítése, végül 2006 szeptemberében jelentette be az előkészületek megindulását. Jackson Christian Riverst kérte fel rendezőnek, a forgatás 2008-ban zajlik majd új-zélandi és eredeti angliai helyszíneken.[10]
- 2008. május 16-án a támadás 65. évfordulója alkalmából megemlékezést tartottak a gyakorlatok egyik helyszínéül szolgáló Derwent-tározónál.
- A Commodore 64-re készült, The Dam Busters című repülőszimulátor (1984).
- A Call of Duty számítógépes játékban a brit kampányon belül található egy küldetés, ami a Chastise hadművelet után játszódik: a feladat az Eder-gát légvédelmének és generátorainak az elpusztítása a RAF második (kitalált) támadása előtt.
- A Secret Weapons Over Normandy konzol játék egyik küldetése a Chastise hadművelet és norvég szabotőröknek a vemoki vízerőműben végrehajtott akciója elemeinek felhasználásával készült.

## Bibliográfia
- Paul Brickhill: The Dam Busters, London, Evans Bros., 1951. – Magyarul: A gátrobbantók, Budapest, Háttér Kiadó, 1991. ISBN 963-7455-22-1
- Winston S. Churchill: The Second World War, Volume IV: The Hinge of Fate, London, Cassell, 1951.
- Charles S. Cockell: The science and scientific legacy of Operation Chastise, Interdisciplinary Science Reviews 27, 278-286, 2002.
- Guy Gibson: Enemy Coast Ahead, London, Pan Books, 1955.
- John Sweetman: The Dambusters Raid, London, Cassell, 1999. ISBN 0-304-35173-3